# Atletika na Letních olympijských hrách 1928 – 100 metrů muži
 Běh na 100 metrů mužů na Letních olympijských hrách 1928 se uskutečnil ve dnech 29. července až 30. července v Amsterdamu.

## Výsledky finálového běhu
| *                | jméno             | země                   | čas   |
| ---------------- | ----------------- | ---------------------- | ----- |
| Zlatá medaile    | Percy Williams    | Kanada                 | 10,8  |
| Stříbrná medaile | Jack London       | Velká Británie         | 10,9  |
| Bronzová medaile | Georg Lammers     | Německo                | 10,9  |
| 4                | Frank Wykoff      | Spojené státy americké | 11,00 |
| 5                | Wilfred Legg      | Jihoafrická unie       | 11,00 |
| 6                | Robert McAllister | Spojené státy americké | 11,00 |